# Cristiano da Matta
Cristiano da Matta est un pilote automobile brésilien né le 19 septembre 1973 à Belo Horizonte, au Brésil. En 2002, il remporte le championnat de Champ Car ; cette victoire lui ouvre les portes de la Formule 1, en 2003, chez Toyota F1 Team, écurie pour laquelle il court également en 2004.

## Biographie
Après de nombreux titres en karting, il remporte les championnats brésiliens de Formule Ford et de Formule 3. Après un passage en F3 britannique et en F3000, il part aux États-Unis en 1997, dans le championnat Indy Lights, qu'il remporte l'année suivante. Il arrive dans le championnat CART en 1999, où il s'affirme progressivement comme l'un des hommes forts de la discipline, jusqu'à l'obtention du titre de champion en 2002 au volant d'une Lola-Toyota de l'écurie Newman-Haas Racing.
Tout auréolé de sa domination sur le CART, il est engagé en 2003 par l'écurie Toyota en Formule 1. Compte tenu du matériel dont il dispose, Da Matta effectue une première saison très convenable. Il inscrit 10 points au championnat et affiche un niveau de performance très proche de son expérimenté coéquipier Olivier Panis. Mais la saison 2004 s'avère plus difficile, avec seulement trois points marqués à Monaco, et des progrès de l'écurie Toyota qui se font attendre. Souffrant de relations de plus en plus tendues avec son employeur, Cristiano da Matta se fait limoger peu après la mi-saison.
En 2005, Da Matta retourne en Champ Car, au sein de l'écurie PKV Racing. Une victoire tôt dans la saison à Portland laisse penser un moment que le pilote brésilien est en mesure de retrouver son niveau de 2002, mais la suite de sa saison est assez médiocre. Non retenu par le PKV Racing pour 2006, il trouve refuge dans la petite écurie Dale Coyne Racing, où une série de bons résultats lui permet au bout de quelques courses de retrouver un volant de pointe, dans l'équipe RuSport (en).
Mais son retour en forme est brutalement stoppé le 3 août 2006 lors d'une séance d'essais privés sur le tracé d'Elkhart Lake: après avoir heurté de plein fouet un cerf qui s'était introduit dans l'enceinte du circuit, il sort violemment de la piste, et, inconscient, doit être héliporté en urgence à l'hôpital de Neenah dans le Wisconsin. Après avoir subi une intervention chirurgicale visant à réduire un hématome sous-dural (traumatisme crânien), il est maintenu par les médecins dans un coma artificiel dont il ne sort progressivement qu'à la fin du mois d'août 2006.
Le 20 mars 2008, il a repris le volant, à bord d'un Prototype Daytona courant en Grand Am.

## Carrière
- 1990-1992 : Karting

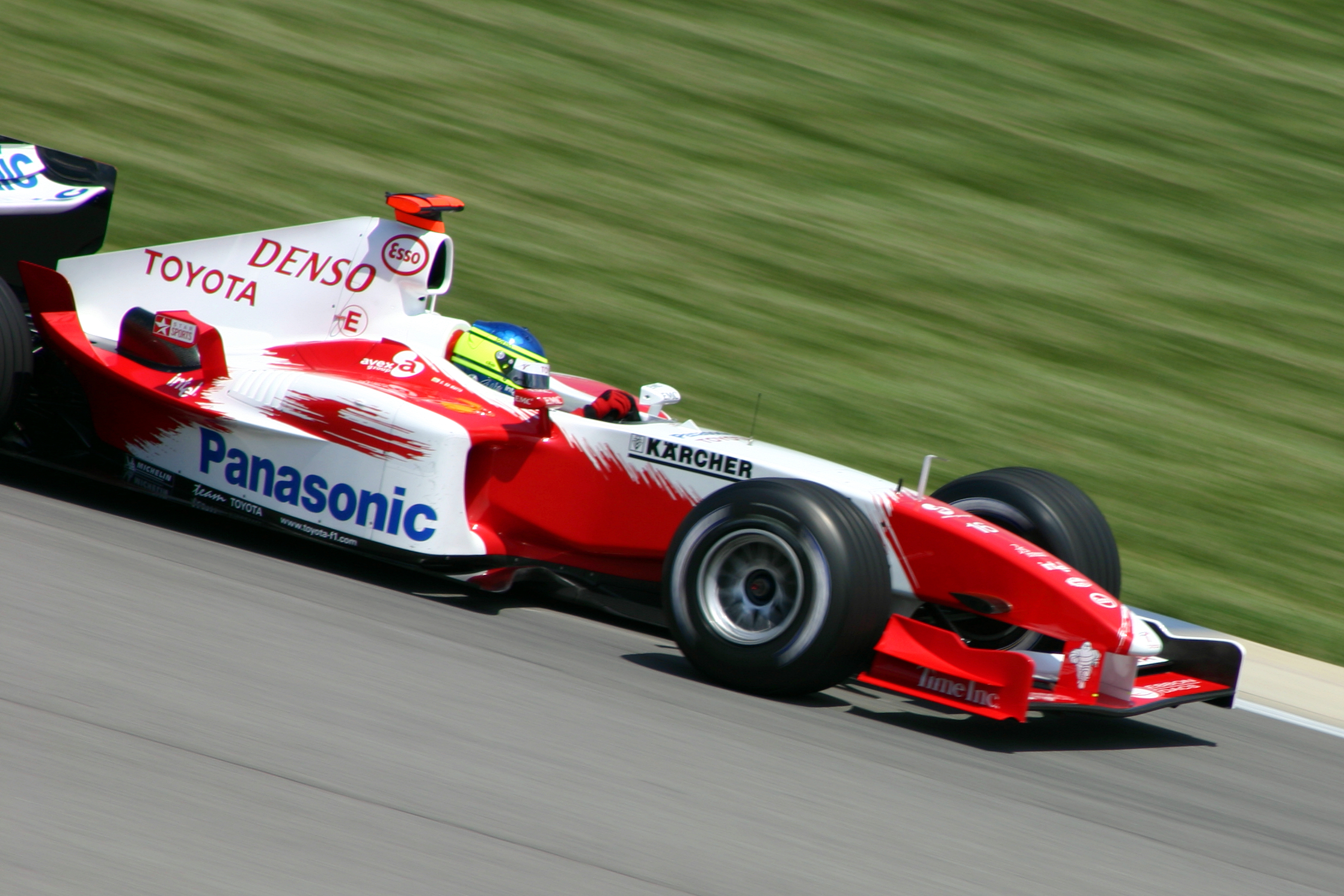
Sur la Toyota au GP des États-Unis 2004

- 1993 : Championnat du Brésil de Formule Ford, Champion
- 1994 : Championnat du Brésil de Formule 3, Champion
- 1995 : Championnat de Grande-Bretagne de Formule 3, 8e
- 1996 : Championnat international de Formule 3000, 8e
- 1997 : Indy Lights, meilleur débutant de l'année
- 1998 : Indy Lights, Champion
- 1999 : CART chez Arciero-Wells, 18e
- 2000 : CART chez Arciero-Wells, 10e
- 2001 : CART chez Newman-Haas, 5e
- 2002 : CART chez Newman-Haas, Champion
- 2003 : Formule 1 chez Toyota, 13e
- 2004 : Formule 1 chez Toyota, 16e
- 2005 : Champ Car chez PKV, 11e
- 2006 : Champ Car chez Dale Coyne puis RuSport, 8e après Toronto

## Résultats en championnat du monde de Formule 1
| Saison | Écurie                  | Châssis      | Moteur     | Pneus    | GP disputés | Points inscrits | Classement |
| ------ | ----------------------- | ------------ | ---------- | -------- | ----------- | --------------- | ---------- |
| 2003   | Panasonic Toyota Racing | Toyota TF103 | Toyota V10 | Michelin | 16          | 10              | 13e        |
| 2004   | Panasonic Toyota Racing | Toyota TF104 | Toyota V10 | Michelin | 12          | 3               | 17e        |